# Oee
OEE (Overall Equipment Effectiveness) (svenska: TAK eller UTE (Utrustningens Totala Effektivitet)) är nyckeltal för att mäta produktionseffektivitet.
Faktorerna som ingår i TAK-värdet är:
- T: Tillgänglighet (Hur stor andel av den planerade drifttiden användes till produktion)
- A: Anläggningsutnyttjande (Hur stor andel produkter som producerats jämfört med planerat på grund av att maskinen inte körs i optimalt tempo)
- K: Kvalitetsutbyte (Hur stor andel av det producerade behöver inte slängas alt. omarbetas)

Formel för beräkning av TAK-värdet:
{\displaystyle T=(planeradtid-stopptid)/planeradtid}
{\displaystyle A=verkligproduktion/((planeradtid-stopptid)/(planeradtid/maxproduktion))}
{\displaystyle K=(verkligproduktion-kassation)/verkligproduktion}
Misslyckades med att tolka formel. Se "Wikipedia:Matematiska uttryck" för information om hur formler skrivs. (SVG (MathML kan aktiveras via insticksmodul till webbläsaren): Ogiltigt svar ("Math extension cannot connect to Restbase.") från server "http://localhost:6011/sv.wikipedia.org/v1/":): {\displaystyle TAK = T * A * K}

Exempel:
Tillgängligheten är 90 %, Anläggningsutnyttjandet är 95 % och Kvalitetsutbytet är 99,9 %. Detta ger ett TAK-värde på 85,4 % (90 * 95 * 99,9 = 85,4).